# 江南运河
江南运河，又称江南河，是中国京杭大运河在长江以南的一段，又分为苏南运河和浙北运河两段。沟通长江、钱塘江及太湖平原诸水系，是这一地区重要的水运通道。江南人民俗称江南运河为“官塘河”、“官河”或“官塘”。

## 运河河道

江南运河浙江省部分

运河长约330公里，北起镇江，经丹阳、常州、无锡、苏州、吴江、嘉兴、桐乡到杭州。运河北接长江，南接钱塘江，和丹金溧漕河、锡溧漕河、锡澄运河、望虞河、浏河、吴淞江、太浦河、吴兴塘、平湖塘、华亭塘、杭甬运河等运河相连接，是江南河运的主干道。运河在吴江平望镇以南分成三道：去往嘉兴的一道称为古运河，以嘉兴护城河为主线，北接前往苏州的苏州塘（或称苏嘉运河），西转杭州塘，又有故道至海宁盐官古城转上塘河，塘河河网交织；直接去往杭州的一道由元末军阀张士诚开凿；去往湖州的一道称为吴兴塘，即今天的湖嘉申航道頔塘河道，向南有多条塘路可达杭州。

## 历史
早在春秋時的吳國，即以都城吳（今蘇州）為中心，在太湖平原鑿了許多條運河，其中最早的要属泰伯渎，连接了今天的苏州、无锡两地。历代修筑乃通长江，明以后常称常州府河。
吴越争霸时期，吴国为运粮通过连接自然水道的方式把运河南展至錢塘江，越王勾践灭吴后改建为吴陵道。秦始皇灭六国后，为东巡会稽，在春秋古运河的基础上建成北起丹徒（治所在今镇江东南丹徒镇），中经会稽郡治吴县（今苏州），南到钱塘（今杭州）的水道，名曰陵水道。三国孙吴时代，孙吴政权为了沟通建业城和太湖平原而开凿江南运河。以后历朝历代又不断加强，东晋时又多次对此水道加以疏浚整修。
到隋朝时，隋煬帝以东都洛阳为中心，开凿连通南北的大运河。在先后开凿通济渠、疏通邗沟、开凿永济渠之后，隋煬帝于大業六年（610年）下旨疏凿和拓宽长江以南的运河古道，连接京口（今镇江）和餘杭（今杭州），将舊有运河连接拓宽，截弯取直。至唐代基本形成现在的格局。
《资治通鉴·隋纪五》記載：“大業六年冬十二月，敕穿江南河，自京口至餘杭，八百餘里，廣十餘丈，使可通龍舟，並置驛宮、草頓，欲東巡會稽。”